# Моран-Скопон
Мора́н-Скопо́н (фр. Maurens-Scopont, окс. Maurens e Escotpònt) — коммуна во Франции, находится в регионе Юг — Пиренеи. Департамент — Тарн. Входит в состав кантона Лавор-Кокань. Округ коммуны — Кастр.
Код INSEE коммуны — 81162.

## География
Коммуна расположена приблизительно в 590 км к югу от Парижа, в 30 км восточнее Тулузы, в 50 км к юго-западу от Альби.
На юге коммуны протекает река Жиру.

## Климат
Климат умеренно-океанический. Зима мягкая и дождливая, лето жаркое с частыми грозами. Ветры довольно редки.

## Население
Население коммуны на 2010 год составляло 174 человека.
| 1962 | 1968 | 1975 | 1982 | 1990 | 1999 | 2010 |
| ---- | ---- | ---- | ---- | ---- | ---- | ---- |
| 181  | 146  | 135  | 163  | 160  | 158  | 174  |

## Экономика
В 2007 году среди 102 человек в трудоспособном возрасте (15—64 лет) 73 были экономически активными, 29 — неактивными (показатель активности — 71,6 %, в 1999 году было 61,9 %). Из 73 активных работали 69 человек (39 мужчин и 30 женщин), безработных было 4 (1 мужчина и 3 женщины). Среди 29 неактивных 7 человек были учениками или студентами, 9 — пенсионерами, 13 были неактивными по другим причинам.

## Достопримечательности
- Замок Скопон (XVIII век). Исторический памятник с 1992 года.[4]